# Klimabeschluss
Der Klimabeschluss (auch Klimaschutz-Beschluss) des deutschen Bundesverfassungsgerichts vom 24. März 2021 erklärte Bestimmungen des Bundes-Klimaschutzgesetzes (KSG) mit den Grundrechten für unvereinbar.
Dieser Klimabeschluss wird als bislang wichtigste Gerichtsentscheidung im deutschen Klimaschutzrecht verstanden. Der Klimaschutz erlangte durch die entsprechende Interpretation von Art. 20a des Grundgesetzes und den Freiheitsrechten jüngerer Generationen Verfassungsrang.

## Verfassungsbeschwerden
Eingereicht worden waren vier Verfassungsbeschwerden von vorwiegend jungen Menschen sowie von den Organisationen BUND und dem Solarenergie-Förderverein Deutschland. Vorbereitet wurde sie unter anderem von dem Umweltrechtler Felix Ekardt und der Rechtsanwältin Roda Verheyen; unterstützt wurde sie von weiteren Umweltorganisationen, darunter der Deutschen Umwelthilfe, Fridays for Future und Greenpeace.
Die Verfassungsbeschwerden der klagenden inländischen natürlichen Personen waren teilweise erfolgreich: Das Klimaschutzgesetz wurde mit den Grundrechten für unvereinbar erklärt, soweit eine Regelung über die Fortschreibung der nationalen Minderungsziele für Zeiträume ab dem Jahr 2031 fehlt. Der Gesetzgeber wurde verpflichtet, spätestens bis zum 31. Dezember 2022 die Fortschreibung der Minderungsziele für diese Zeiträume zu regeln. Konkret wurden § 3 Abs. 1 Satz 2 und § 4 Abs. 1 Satz 3 KSG in Verbindung mit Anlage 2 (Zulässige Jahresemissionsmengen) verworfen; § 3 Abs. 1 Satz 2 und § 4 Abs. 1 Satz 3 KSG in Verbindung mit Anlage 2 bleiben jedoch anwendbar.
Das Gericht konnte dagegen nicht erkennen, dass die gesetzlichen Bestimmungen derzeit eine grundrechtliche Schutzpflicht  verletzten. Gegenwärtig werde der durch die grundrechtliche Schutzpflicht belassene Entscheidungsspielraum nämlich (noch) nicht überschritten. Das Gericht gestand Regierung und Gesetzgeber insoweit die Annahme zu, dass die Begrenzung des Anstiegs der Durchschnittstemperatur durch Anpassungsmaßnahmen im Sinne von § 1 Satz 3 KSG die Folgen des Klimawandels in Deutschland soweit lindern könnten, dass das durch Art. 2 Abs. 2 Satz 1 GG gebotene Schutzniveau gewahrt wird.
Die Verfassungsbeschwerden der klagenden Verbände wurden aufgrund einer fehlenden Klagebefugnis als unzulässig verworfen. Die Verfassungsbeschwerden der ausländischen natürlichen Personen wies das Bundesverfassungsgericht als unbegründet zurück.

## Begründung der Entscheidung

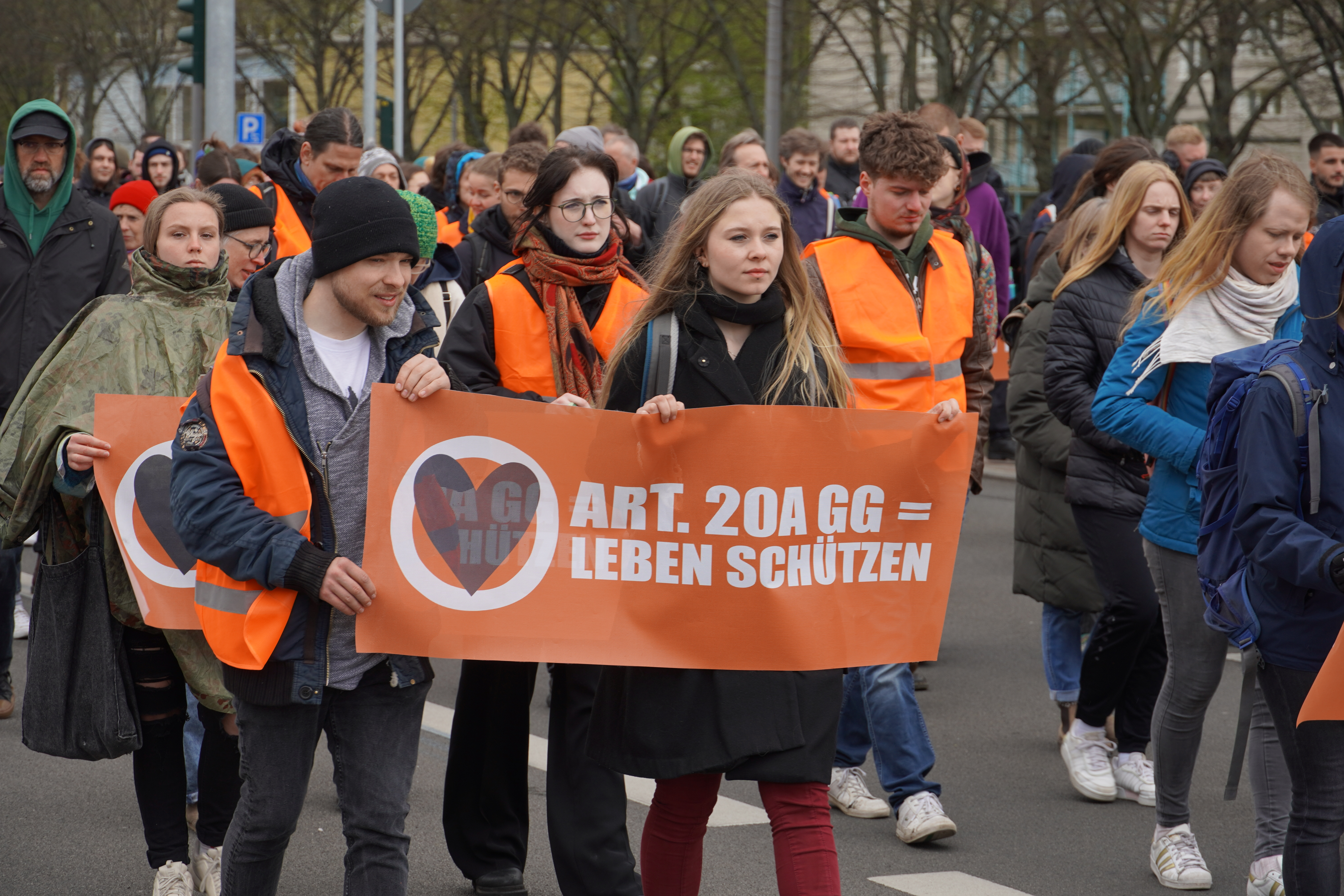
Demonstranten mit einem Transparent zur Schutzpflicht aus Art. 20a GG

Der – einstimmig gefasste – Beschluss des Ersten Senats des Bundesverfassungsgerichtes wurde von der Berichterstatterin Gabriele Britz entworfen. Zur Begründung führte das Gericht aus, das Gesetz verschiebe hohe Emissionsminderungslasten unumkehrbar auf Zeiträume nach 2030. Dies gehe zu Lasten der jüngeren Generation. Die Erwärmung zu begrenzen, sei dann nur mit immer dringenderen und kurzfristigeren Maßnahmen machbar. Davon seien dann praktisch sämtliche grundgesetzlichen Freiheitsrechte potenziell betroffen, weil derzeit noch immer fast alle Bereiche menschlichen Lebens mit der Emission von Treibhausgasen verbunden und damit nach 2030 von drastischen Einschränkungen bedroht seien. Dabei nehme das relative Gewicht des Klimaschutzgebots in der Abwägung bei fortschreitendem Klimawandel weiter zu. Mit den natürlichen Lebensgrundlagen müsse laut Art. 20a GG sorgsam umgegangen werden, sie müssten der Nachwelt in einem Zustand hinterlassen werden, „dass nachfolgende Generationen diese nicht nur um den Preis radikaler eigener Enthaltsamkeit weiter bewahren könnten“. Es dürfe nicht dazu kommen, dass einer Generation das Recht zugestanden werde, „unter vergleichsweise milder Reduktionslast große Teile des CO2-Budgets zu verbrauchen, wenn damit zugleich den nachfolgenden Generationen eine radikale Reduktionslast überlassen und deren Leben umfassenden Freiheitseinbußen ausgesetzt würde“. Der Gesetzgeber hätte deshalb Vorkehrungen treffen müssen, um diese hohen Lasten abzumildern. Das Gericht verpflichtete den Gesetzgeber, bis Ende 2022 die Reduktionsziele für Treibhausgasemissionen für die Zeit nach 2030 näher zu regeln. Zu einer Änderung der Reduktionsziele bis 2030 wurde der Gesetzgeber hingegen nicht verpflichtet, gegen diese gerichtete Beschwerden wurden zurückgewiesen. Ebenfalls hob das Gericht hervor, dass Deutschland sich "seiner Verantwortung nicht durch den Hinweis auf die Treibhausgasemissionen in anderen Staaten entziehen" könne.
Das Bundesverfassungsgericht hob in seinen Leitsätzen im Hinblick auf den Umgang mit wissenschaftlichen Unwägbarkeiten heraus, dass Art. 20a GG den Gesetzgeber auch zugunsten zukünftiger Generationen zu besonderer Sorgfalt verpflichte. Er muss schon die Möglichkeit gravierender oder irreversibler Beeinträchtigungen berücksichtigen, wenn es belastbare Hinweise darauf gibt. Im Hinblick auf den globalen Charakter des Klimaproblems führte das Gericht aus, dass die Pflicht zum Klimaschutz vom Staat verlangt, im Rahmen internationaler Abstimmung auf Klimaschutz hinzuwirken. Zugleich muss der Staat – auch um durch eigenes Handeln das internationale Zusammenwirken nicht zu unterlaufen – eigene Klimaschutzmaßnahmen ergreifen. Der Staat könne sich nicht seiner Verantwortung durch den Hinweis auf die Treibhausgasemissionen in anderen Staaten entziehen.

## Kommentierung
Rückblickend sagte Susanne Baer zu den Motiven des Senats: „Wir haben gedacht: Jugendliche haben Rechte, und es ist die Aufgabe des Gerichts, dem Gesetzgeber klarzumachen, dass er diese Rechte angemessen berücksichtigt.“
Thomas Groß konstatierte im März 2023: „Wenn man mit dem Abstand von zwei Jahren auf die Entscheidung und ihre (Nicht)Folgen sieht, muss die Bewertung deutlich nüchterner ausfallen. Zum einen wird meist übersehen, dass die unmittelbare Wirkung des Beschlusses denkbar gering war. Vor allem wird er aber von der Politik, von den Verwaltungsgerichten und sogar vom Bundesverfassungsgericht selbst nicht umgesetzt. Das Problem, wie effektiver Klimaschutz durchgesetzt werden kann, ist nach wie vor nicht gelöst.“

## Übersetzungen
Das Gericht veröffentlichte den Beschluss auf seiner Website auch in Übersetzungen auf Englisch, Französisch und Spanisch.